# 4805-ös mellékút (Magyarország)
A 4805-os mellékút egy közel 40 kilométeres hosszúságú, négy számjegyű mellékút Hajdú-Bihar vármegye területén: Debrecentől húzódik Földesen át Bihartordáig.

## Nyomvonala
Debrecen belterületének délnyugati széle közelében ágazik ki a 4-es főútból, annak a 219+500-as kilométerszelvénye közelében. Északnak indul, de csak addig halad ebben az irányban, amíg el nem ér egy körforgalmú csomópontot, ott visszafordul többé-kevésbé déli irányba; kicsivel ezután felüljárón áthalad a 4-es főút, majd a Budapest–Záhony-vasútvonal fölött is (utóbbinál még mindig csak a 700-as méterszelvénye közelében jár). Délnyugati irányban folytatódik külterületek között, s a harmadik kilométere közelében át is lépi a következő település, Ebes határát.
3,5 kilométer után – felüljárón, csomópont nélkül – keresztezi az M35-ös autópálya nyomvonalát, kicsivel annak a 46. kilométere után; majd ritkás beépítésű, tanyás jellegű településrészek közt halad el. A 7+250-es kilométerszelvénye közelében beletorkollik északnyugat felől a 48 101-es számú mellékút – ez vezet végig Ebes központján –, 9,5 kilométer után pedig átlép Hajdúszoboszló területére. Az üdülőváros határai között nemigen érint lakott területeket, csak egy nagyobb mezőgazdasági telephely és néhány szórványosan elhelyezkedő tanya közelében halad el; 12,9 kilométer után már hajdúszováti területen jár.
E helységet a 14. kilométere közelében éri el, a József Attila utca nevet felvéve; a központban egy kisebb irányváltást követően Ady Endre utca lesz a neve, a 15. kilométerénél pedig beletorkollik kelet felől, Derecske irányából a 4816-os út. A központ nyugati részén újabb elágazáshoz ér, ott északnyugati irányból torkollik bele a Hajdúszoboszló központjától idáig húzódó 4804-es út; nem sokkal ezután pedig ismét egy iránytörése következik, ami után Budai Nagy Antal utca lesz a neve; így is lép ki a lakott területről 16,8 kilométer után.
21,2 kilométer után éri el Földes határszélét; egy darabig a határvonalat kíséri – úgy torkollik bele nyugat felől, Kaba irányából a 4802-es út is, pár száz méterrel arrébb –, de bő egy kilométer után teljesen földesi területre ér. Majdnem pontosan a 23. kilométerénél áthalad a Keleti-főcsatorna fölött, 28,2 kilométer után pedig kiágazik belőle keletnek a Derecskére vezető 4803-as út. Nem sokkal ezután eléri Földes lakott területének szélét, ott a Debreceni utca nevet veszi fel, a központban pedig egy rövid szakaszon Karácsony Sándor tér a települési neve. A 29+700-as kilométerszelvénye táján észak felől beletorkollik a Nádudvartól odáig húzódó 3407-es út; a folytatásban egy rövid szakaszon Fő utca a neve, majd egy iránytörést követően újra az Ady Endre utca nevet viseli. 30,6 kilométer után keresztezi a 42-es főutat, annak 23+400-as kilométerszelvénye közelében, és kicsivel ezután ki is lép a belterületről.
32,3 kilométer után szeli át a következő település, Sáp határát; 33,1 kilométer után, nyílt vonali szakaszon keresztezi a Püspökladány–Biharkeresztes-vasútvonal vágányait, majd kicsivel arrébb eléri e község belterületének északi szélét. A helységben végig a Fő utca nevet viseli, közben, 33,7 kilométer megtétele után kiágazik belőle kelet felé a Sáp vasútállomást kiszolgáló 42 311-es számú mellékút. Körülbelül 35,2 kilométer után hagyja el a lakott terület déli szélét, a 37. kilométerétől pedig már Bihartorda területén halad. 37,8 kilométer után kiágazik belőle nyugatnak a 4226-os út – ez Bihardancsháza központján keresztül Nagyrábéig vezet – és nem sokkal ezután már Bihartorda belterületei közé ér. Jókai Mór utca néven húzódik a falu központjáig, ahol véget is ér, beletorkollva a 4213-as útba, annak majdnem pontosan a tizedik kilométerénél.
Teljes hossza, az országos közutak térképes nyilvántartását szolgáló kira.kozut.hu adatbázisa szerint 39,086 kilométer.

## Története
A Kartográfiai Vállalat 1990-ben megjelentetett Magyarország autóatlasza Debrecen és Földes között, néhány rövid szakaszától eltekintve szinte végig kiépített, portalanított útként tünteti fel. Földestől délre eső szakaszát az atlasz térképe egy fokozattal jobb burkolatminőségre utaló jelöléssel, pormentes útként szerepelteti.

## Települések az út mentén
- Debrecen
- (Ebes)
- (Hajdúszoboszló)
- Hajdúszovát
- Földes
- Sáp
- Bihartorda